# نهر بورتو برنسيسا الجوفي
نهر بورتو برينسيسا الجوفي أو منتزه نهر بورتو برينسيسا الجوفي (بالإنجليزية: Puerto Princesa Subterranean River National Park)‏ هو نهر تحت الأرض يبلغ طوله 8.2 كم تحيط به حديقة وطنية تتميز بمناظر طبيعية خلابة ، و قد أختيرت من عجائب الدنيا الطبيعية 

## الموقع
يقع نهر بورتو برينسيسا تحت الأرض في مغارة عظيمة في بالاوان في الفيليبين على بعد 50 كم شمال مدينة بورتو برنسيسا يخضع الجزء السفلي من النهر لتأثيرات المدّ والجزر ويعود تشكيله إلى 30 مليون سنة و بسبب خصائصه العلمية والحيوية الفريدة اختارته اليونيسكو عام 1999 ليكون موقعا للتراث العالمي

## طوله
يمتد طول نهر بورتو برنسيسا الجوفي على طول 8،2 كم صالحة للملاحة و يعتبر أطول نهر جوفي في العالم

## مميزاته
يتميّز النهر الجوفي بمياه صالحة للملاحة التي تمتدّ على طول 8،2 كم . ومن السمات المميزة للنهر أنّه يمرّ بكهف قبل أن يصبّ مباشرة في جنوب البحر الصيني، كما يشتهر بأنه أطول نهر الجوفي في العالم.
وأيضا يتميز النهر بحديقة وطنية مصنفة ضمن عجائب الدنيا السبع الطبيعية(بالإنجليزية: Puerto Princesa Subterranean River National Park)‏

### الحديقة الوطنية
كا يتميز النهر عند مدخل الكهف بحديقة بها بحيرة ضحلة صافية مؤطّرة بالأشجار القديمة المتنامية عند حافة المياه
كما تتميز الحديقة بمناظر طبيعية جبلية من الكارست (الناشئ عن التحلّل الكلسي) ،وتجمع القردة والسحالي الكبيرة والسناجب التي تجد المكان آمنًا لها على الشاطئ بالقرب من الحديقة

#### الموقع
تقع الحديقة في جبل سانت بول رينج بنهر بورتو بريسيا على الساحل الشمالي للجزيرة ،يحدها خليج سانت بول في الشمال ونهر بابوان إلى الشرق.
وقد تمكنت الحكومة في مدينة بورتو برينسيسا بالمحافطة على الحديقة الوطنية لنهر بورتو برنسيسا منذ عام 1992.

## معرض الصور

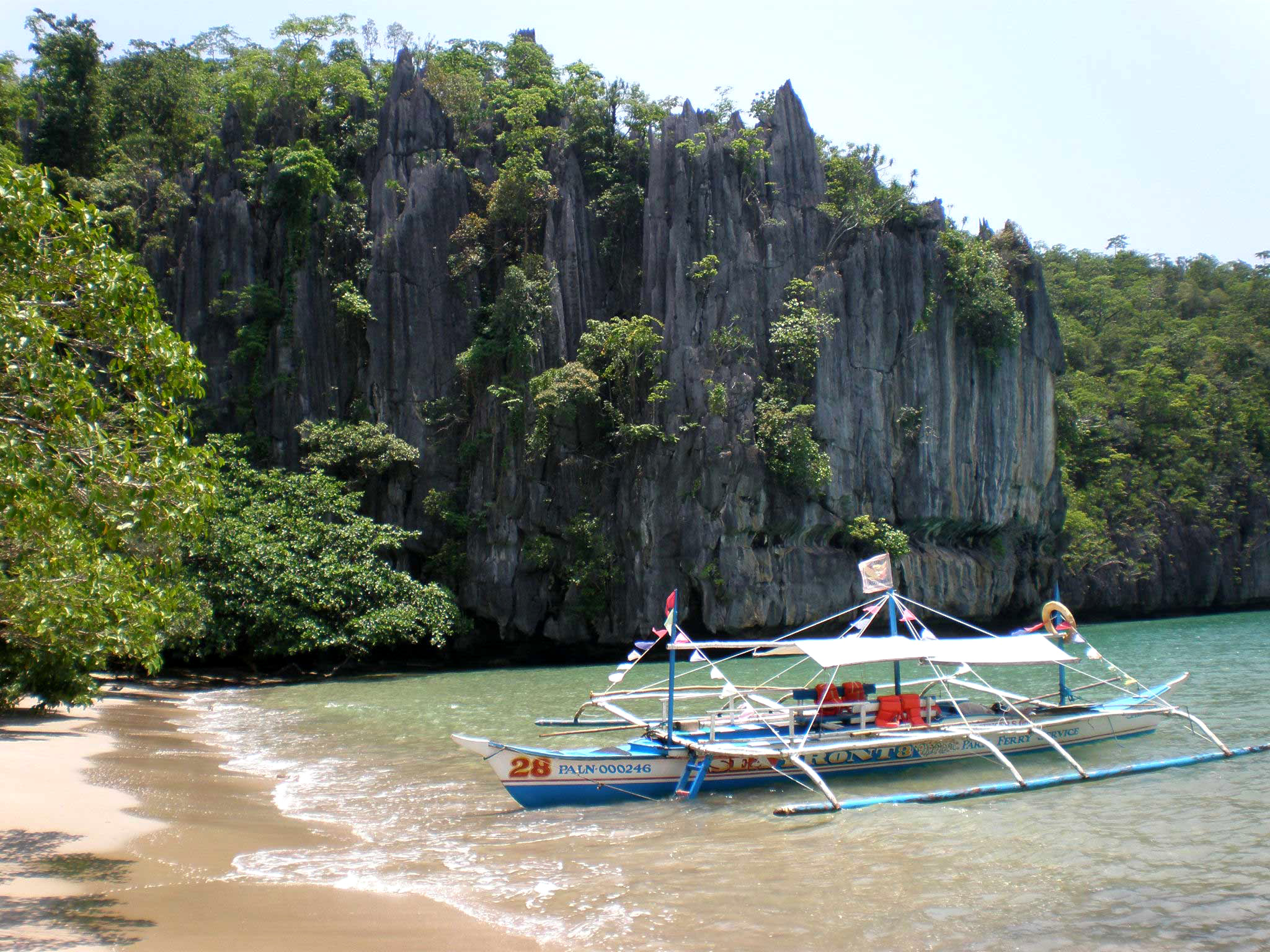
منطقة رسو السفن في النهر(بالإنجليزية: The docking area to the Underground River)‏
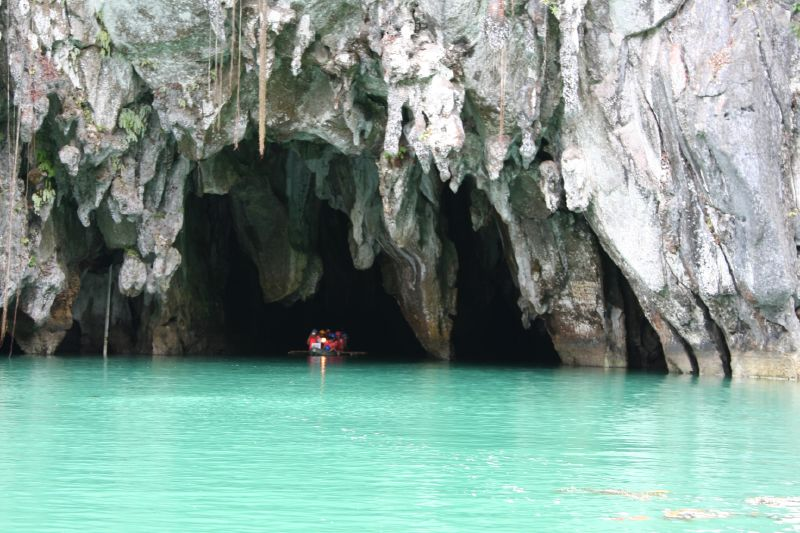
عرض مدخل الكهف. (بالإنجليزية: View of the cave entrance)‏ عام 1886
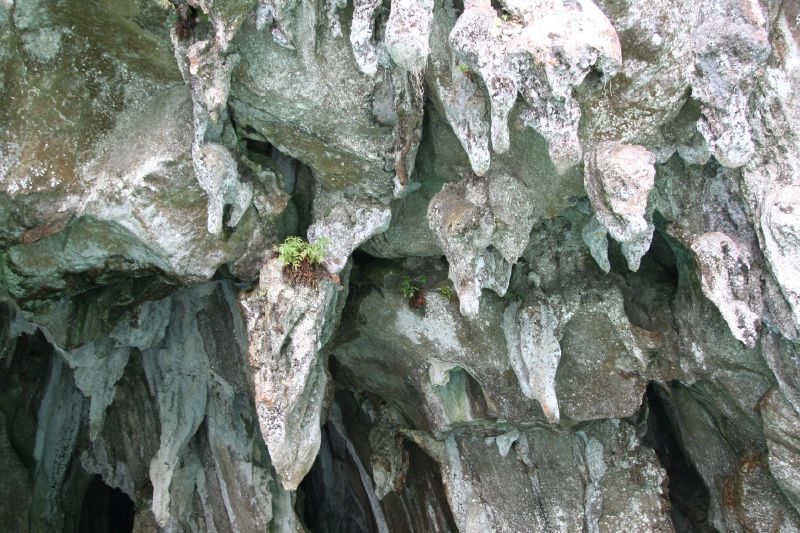
النوازل في نهر بورتو برنسيسا (بالإنجليزية: Stalactites in the Puerto Princesa Underground River)‏
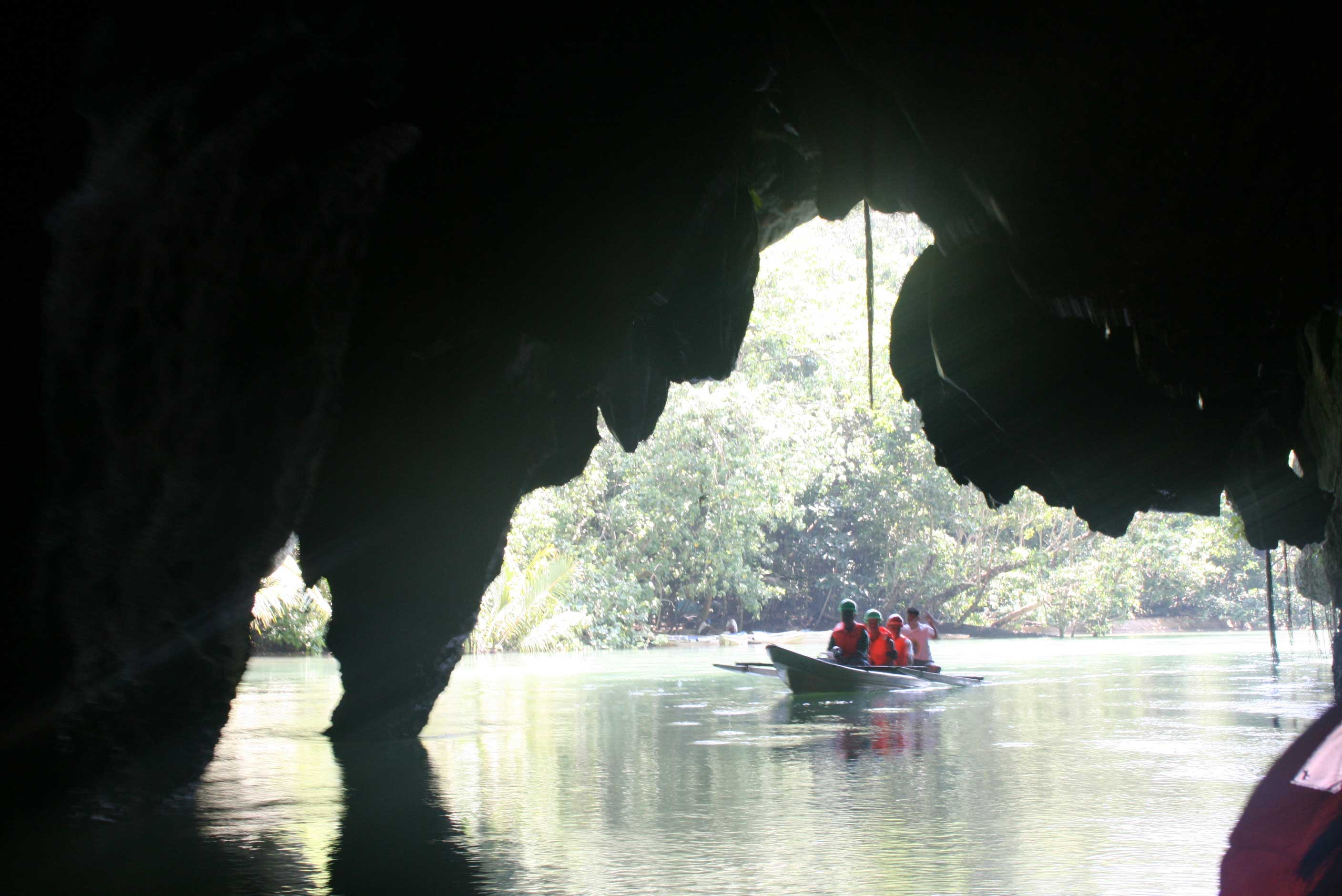
مجموعة من السياح تهيأ نفسها لدخول نهر بورتو برنسيسا (بالإنجليزية: A group of tourists prepare to enter the Underground River)‏
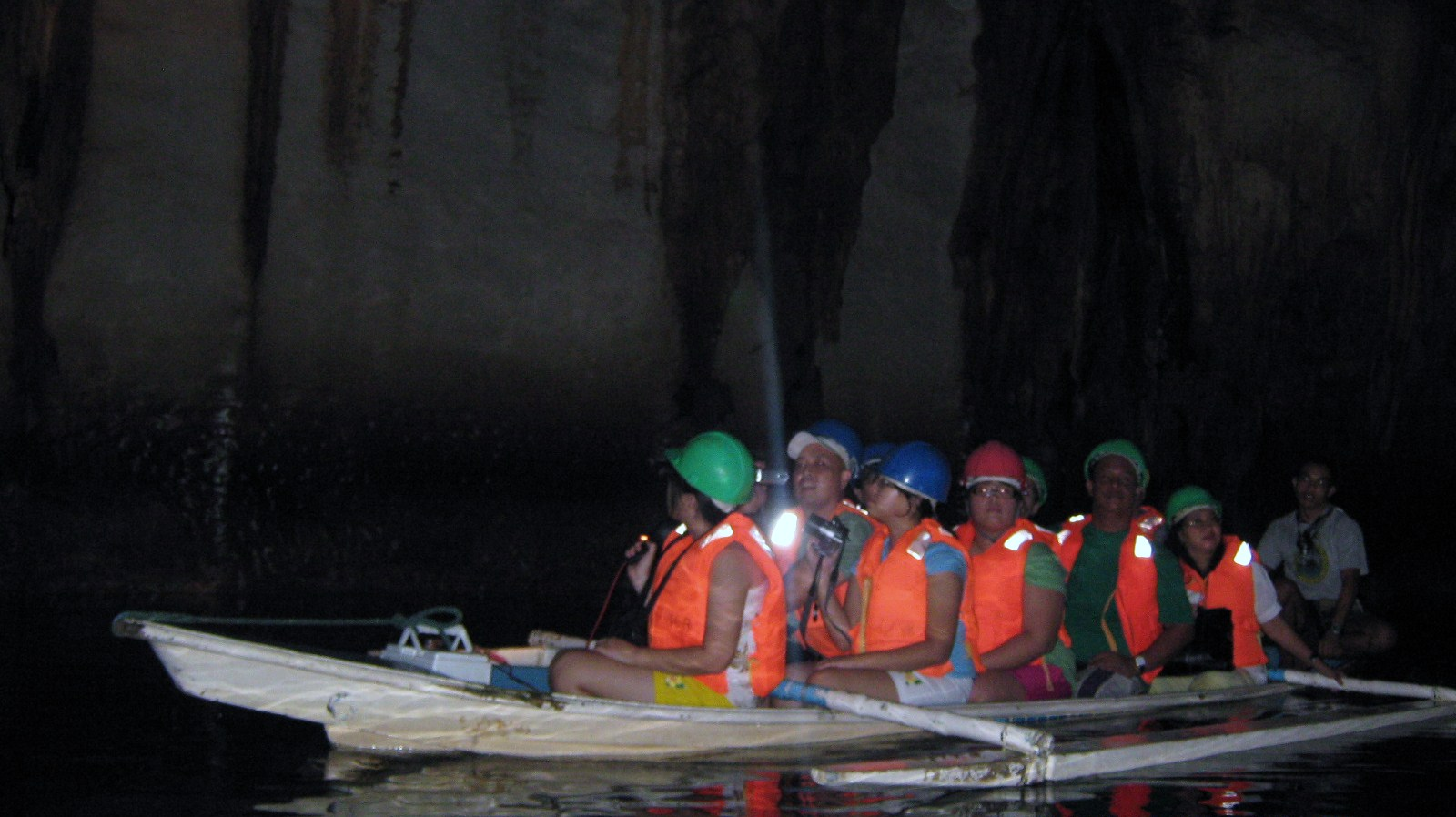
قارب السياحي في كهف نهر بورتو برنسيسا (بالإنجليزية: A tour boat inside the Underground River.)‏